# ФК Раднички Обреновац
ФК Раднички је српски фудбалски клуб из Обреновца. Тренутно се такмичи у Српској лиги Београд, трећем такмичарском нивоу српског фудбала.

## Историја
ФК Раднички из Обреновца је основан 1927. године, да би само после две године био забрањен његов рад. До 1941. године, клуб је често мењао име: 1921. године се звао Карађорђе, затим је променио име у Занатлија и ОСК, да би тек 1939. поново добио старо име, Раднички.
Највећи успеси клуба су: првак Друге лиге, група Север у сезони 2001/02, и улазак у Прву савезну лигу, првак Србије 1950. године, вишеструки првак Прве и Друге српске лиге, првак Посавско-подунавске зоне 1953/54, првак Београдске зоне, првак Подсавезне лиге Београда 1958/59. У Купу Југославије 2001. године Раднички је стигао до четвртфинала, где је изгубио од Црвене звезде на Маракани са 1 : 0. Захваљујући фузији са Милиционаром, Раднички је стекао друголигашки статус и за само једну сезону изборио пласман у Прву савезну лигу.

## Новији резултати
| Сезона   | Ранг | Лига                | Позиција | ИГ | Д  | Н  | П  | ГД | ГП | ГР  | Бод     | Куп                  |
| -------- | ---- | ------------------- | -------- | -- | -- | -- | -- | -- | -- | --- | ------- | -------------------- |
| 2006/07. | 3    | Српска лига Београд | 7.       | 34 | 14 | 10 | 10 | 44 | 31 | +13 | 52      | Није се квалификовао |
| 2007/08. | 3    | Српска лига Београд | 2.       | 30 | 16 | 9  | 5  | 42 | 26 | +16 | 57      | Није се квалификовао |
| 2008/09. | 3    | Српска лига Београд | 9.       | 30 | 9  | 10 | 11 | 29 | 34 | -5  | 37      | Није се квалификовао |
| 2009/10. | 3    | Српска лига Београд | 2.       | 30 | 17 | 6  | 7  | 56 | 28 | +28 | 57      | Није се квалификовао |
| 2010/11. | 3    | Српска лига Београд | 9.       | 30 | 10 | 9  | 11 | 40 | 32 | +8  | 39      | Није се квалификовао |
| 2011/12. | 3    | Српска лига Београд | 2.       | 30 | 17 | 8  | 5  | 42 | 23 | +19 | 59      | Није се квалификовао |
| 2012/13. | 3    | Српска лига Београд | 2.       | 30 | 17 | 7  | 6  | 50 | 24 | +26 | 58      | Није се квалификовао |
| 2013/14. | 3    | Српска лига Београд | 6.       | 30 | 12 | 9  | 9  | 52 | 44 | +8  | 45      | Није се квалификовао |
| 2014/15. | 3    | Српска лига Београд | 14.      | 30 | 8  | 5  | 17 | 30 | 49 | -19 | 29      | Није се квалификовао |
| 2015/16. | 3    | Српска лига Београд | 8.       | 30 | 12 | 5  | 13 | 54 | 57 | -3  | 41      | Није се квалификовао |
| 2016/17. | 3    | Српска лига Београд | 10.      | 30 | 12 | 7  | 11 | 48 | 44 | +4  | 43      | Није се квалификовао |
| 2017/18. | 3    | Српска лига Београд | 5.       | 30 | 15 | 7  | 8  | 51 | 35 | +16 | 52      | Није се квалификовао |
| 2018/19. | 3    | Српска лига Београд | 6.       | 30 | 11 | 11 | 8  | 33 | 31 | +2  | 44      | Није се квалификовао |
| 2019/20. | 3    | Српска лига Београд | 10.      | 17 | 5  | 6  | 6  | 21 | 19 | +2  | 21      | Није се квалификовао |
| 2020/21. | 3    | Српска лига Београд | 4.       | 38 | 18 | 8  | 12 | 57 | 38 | +19 | 62      | Није се квалификовао |
| 2021/22. | 3    | Српска лига Београд | 10.      | 30 | 10 | 9  | 11 | 34 | 44 | -10 | 39      | Није се квалификовао |
| 2022/23. | 3    | Српска лига Београд | 10.      | 30 | 10 | 6  | 14 | 40 | 39 | +1  | 36      | Није се квалификовао |
| 2023/24. | 3    | Српска лига Београд | 4.       | 30 | 13 | 6  | 11 | 45 | 41 | +4  | 43 (-2) | Није се квалификовао |
| 2024/25. | 3    | Српска лига Београд | 2.       | 26 | 16 | 6  | 4  | 56 | 24 | +32 | 54      | Није се квалификовао |
| 2025/26. | 3    | Српска лига Београд | —        | —  | —  | —  | —  | —  | —  | —   | —       | —                    |

## Познати играчи
- Марко Доцић
- Срђан Ђекановић
- Филип Ђуричић
- Ненад Јестровић
- Стеван Ковачевић
- Мирослав Лечић
- Немања Матић
- Нино Пекарић
- Драган Станчић

## Познати тренери
- Бошко Ђуровски
- Милан Живадиновић
- Гојко Зец